# Blue Lips
Albums de Tove Lo
Lady Wood
(2016) Sunshine Kitty
(2019)
Singles
1. Disco Tits (en)
Sortie : 7 septembre 2017
2. Bitches (en)
Sortie : 7 juin 2018

Blue Lips, de son titre complet Blue Lips (Lady Wood Phase II), est le troisième album studio de l'auteure-compositrice-interprète suédoise Tove Lo. Il est sorti le 17 novembre 2017 sous le label Island Records.

## Promotion

### Singles
Le single Disco Tits (en) sort le 7 septembre 2017. Le clip vidéo qui illustre la chanson est réalisé par Tim Erem (en).
Le deuxième single promouvant l'album est le remix de la chanson Bitches (en), avec les artistes Charli XCX, Icona Pop, Elliphant et Alma en featuring. Le clip vidéo, dans lequel l'acteur Paul W. Downs (en) fait une apparition, est réalisé par Lucia Aniello.

### Court-métrage
Le court-métrage Blue Lips (en) est sorti le 19 octobre 2018. D'une durée de vingt-cinq minutes, il est réalisé par Malia James qui a co-écrit le scénario avec Tove Lo. La chanteuse interprète Ebba et l'actrice américaine Ana Coto (en) interprète son amie Kit.

## Accueil critique

### Critiques
Sur le site web Metacritic, l'album Blue Lips obtient la note de 74/100, moyenne calculée sur la base de six critiques.
Il est inclus dans les classements des meilleurs albums pop de l'année 2017 publiés par le magazine américain Rolling Stone et par le média français Melty, à la treizième et à la septième place respectivement.
Le single Disco Tits (en) est également cité par plusieurs médias ayant publié leurs sélections des meilleures chansons sorties en 2017 : il est vingt-troisième dans le classement réalisé par le journaliste Rob Sheffield (en) pour Rolling Stone ainsi que dans celui publié par The Fader, cinquante-et-unième dans celui publié par les critiques du magazine Billboard et fait partie des vingt chansons sélectionnées par le magazine V.

### Distinctions
Pour Blue Lips, Tove Lo remporte les prix de l'album pop de l'année et de la parolière de l'année pendant la cérémonie des Grammis 2018. Elle était aussi nommée dans les catégories de l'artiste et de l'album de l'année qui ont été remportées par la chanteuse Zara Larsson et son album So Good et dans la catégorie du producteur de l'année qui est remportée par Karin Dreijer, Paula Temple, Nídia, Deena Abdelwahed, Tami T (en), Peder Mannerfelt et Johannes Berglund pour l'album Plunge (en).

## Liste des pistes
| Blue Lips | Blue Lips                            | Blue Lips                                                                                    | Blue Lips                             | Blue Lips | Blue Lips | Blue Lips | Blue Lips | Blue Lips | Blue Lips |
| No        | Titre                                | Auteur                                                                                       | producteur                            | Durée     |           |           |           |           |           |
| --------- | ------------------------------------ | -------------------------------------------------------------------------------------------- | ------------------------------------- | --------- | --------- | --------- | --------- | --------- | --------- |
| 1.        | Light Beams                          | - Tove Lo - Ludvig Söderberg - Jakob Jerlström                                               | The Struts                            | 1:07      |           |           |           |           |           |
| 2.        | Disco Tits (en)                      | - Tove Lo - Ludvig Söderberg - Jakob Jerlström                                               | The Struts                            | 3:43      |           |           |           |           |           |
| 3.        | Shedontknowbutsheknows               | - Tove Lo - Ludvig Söderberg - Jakob Jerlström                                               | The Struts                            | 3:16      |           |           |           |           |           |
| 4.        | Shivering Gold                       | - Tove Lo - Ludvig Söderberg                                                                 | - Ludvig Söderberg - Jack & Coke (en) | 3:35      |           |           |           |           |           |
| 5.        | Don't Ask Don't Tell                 | - Tove Lo - Ali Payami (en)                                                                  | Ali Payami                            | 3:46      |           |           |           |           |           |
| 6.        | Stranger                             | - Tove Lo - Ali Payami - Niklas Ljungfelt                                                    | Ali Payami                            | 3:54      |           |           |           |           |           |
| 7.        | Bitches (en)                         | - Tove Lo - Ali Payami                                                                       | Ali Payami                            | 2:17      |           |           |           |           |           |
| 8.        | Pitch Black                          | - Lukas Loules - Choukri Gustmann                                                            | - Lulou - Choukri Gustmann            | 0:53      |           |           |           |           |           |
| 9.        | Romantics (featuring Daye Jack (en)) | - Tove Lo - Ludvig Söderberg - Jakob Jerlström - Lukas Loules - Choukri Gustmann - Daye Jack | - Lulou - Choukri Gustmann            | 3:31      |           |           |           |           |           |
| 10.       | Cycles (en)                          | - Tove Lo - Ludvig Söderberg - Jakob Jerlström - Joe Janiak (en)                             | The Struts                            | 3:28      |           |           |           |           |           |
| 11.       | Struggle                             | - Tove Lo - Ludvig Söderberg - Jakob Jerlström                                               | The Struts                            | 3:46      |           |           |           |           |           |
| 12.       | 9th of October                       | - Tove Lo - Ludvig Söderberg - Jakob Jerlström                                               | The Struts                            | 3:25      |           |           |           |           |           |
| 13.       | Bad Days                             | - Tove Lo - Gustav Weber Vernet                                                              | Gustav Weber Vernet                   | 3:26      |           |           |           |           |           |
| 14.       | Hey You Got Drugs?                   | - Tove Lo - Alex Hope                                                                        | Alex Hope                             | 4:18      |           |           |           |           |           |
| 44:24     |                                      |                                                                                              |                                       |           |           |           |           |           |           |

## Classements
| Classement (2017)                           | Meilleure position |
| ------------------------------------------- | ------------------ |
| Canada (Canadian Albums)                    | 78                 |
| États-Unis (Billboard 200)                  | 138                |
| Norvège (VG-lista)                          | 39                 |
| Nouvelle-Zélande (Heatseeker Albums)        | 4                  |
| Pays-Bas (Mega Album Top 100)               | 86                 |
| Royaume-Uni (UK Album Downloads Chart (en)) | 71                 |
| Suède (Sverigetopplistan)                   | 15                 |